# Julio Buchs
Pour les articles homonymes, voir Buchs.
Julio Buchs García, né le 10 mars 1926 à Madrid où il est mort le 20 janvier 1973, est un réalisateur et scénariste espagnol.

## Biographie
Julio Buchs García naît à Madrid le 10 mars 1926 et fils du réalisateur José Buchs, il débute dans le monde du cinéma en tant qu'assistant réalisateur de son père. Il collabore aux scénarios d'Opération Re Mida de Jesús Franco et de Superargo contre les robots de Paolo Bianchini, ainsi qu'aux scénarios de tous ses films. Il a remporté le prix du Sindicato Nacional del Espectáculo (es) pour son premier long-métrage, : Piedra de toque. Il réalise ensuite plus d'une dizaine de films de genre, surtout des westerns. Il meurt à 46 ans à Madrid d'un infarctus.

## Filmographie

### Réalisateur et scénariste
- 1962 : Salto de Castrejón
- 1963 : Piedra de toque (ca)
- 1964 : El pecador y la bruja
- 1964 : El salario del crimen (es)
- 1966 : Barreiros 66 (es) (documentaire)
- 1966 : Django ne pardonne pas (Mestizo)
- 1967 : L'Homme qui a tué Billy le Kid (El hombre que mató a Billy el Niño)
- 1967 : Le Journal intime d'une nonne (Encrucijada para una monja)
- 1968 : Cuidado con las señoras
- 1969 : Mortelle Symphonie (Las trompetas del apocalípsis)
- 1969 : Les Quatre Desperados (Los desesperados)
- 1970 : Una señora llamada Andrés
- 1971 : El apartamento de la tentación
- 1972 : Alta tensión
- 1973 : Sevillana 73 (court-métrage documentaire)

### Scénariste
- 1967 : Opération Re Mida de Jesús Franco
- 1968 : Superargo contre les robots (L'invincibile Superman) de Paolo Bianchini